# 다닐루 아파레시두 다 시우바
다닐루 아파레시두 다 시우바(포르투갈어: Danilo Aparecido da Silva, 1986년 11월 24일 ~ )는 브라질의 은퇴한 축구 선수로, 수비수로 뛰었다.